# 楊澤霖
楊澤霖（英語：Yeung Chak-lam，1940年9月2日—），籍貫廣東中山，香港影視演員，早期為邵氏電影武打演員，曾為佳藝電視、無綫電視及亞洲電視旗下藝人。

## 生平
楊澤霖早年在澳門生活。因為對演戲感興趣和好奇，他在1968年考入邵氏公司的南國演員訓練班，與狄龍和白彪為同學。其餘同學計有韓國材、陳觀泰、鄧光榮以及高雄等人。楊澤霖同年簽約邵氏公司，是出身自邵氏兄弟動作片演員，早期以先後效力演出電影演員為主。曾是佳視、麗的、亞視與無綫電視前男藝員。楊澤霖曾於1970年代中期轉投電視圈，1981年10月由麗的電視轉投無綫電視。曾在綠葉演員配角古裝電視劇中多飾演的反派角色扮演，時裝劇則演正派居多。以其中比較突出的乃1983年楊澤霖在無綫電視拍攝的《射雕英雄傳》電視劇版角色中飾演的歐陽鋒。
一直到1986年，楊澤霖由於向香港入境事務處提供虛假資料，訛稱自己在1945年7月29日生於廣東，以獲發回港證及身份證明書，結果被法庭判處罰款500元。到了1990年2月，楊澤霖約滿離開無線電視，他又選擇重返亞洲電視，至2000年代才開始淡出演藝圈。2014年10月23日，有人目睹他在澳門的新馬路經過。曾经常在澳门假日娱乐场赌场现身。他偶爾會客串演出香港或中國大陸電影和電視圈等等。

## 外部連結
- 楊澤霖在香港影庫上的簡介